# Referendum sull'indipendenza dell'Uzbekistan del 1991
Il referendum sull'indipendenza dell'Uzbekistan si svolse il 29 dicembre 1991 insieme alle elezioni presidenziali. Il risultato registrò il 98,3% dei votanti favorevoli, con un'affluenza del 94,1%.

## Contesto
Nel referendum sulla conservazione dell'URSS tenutosi  17 marzo 1991, il 95% degli elettori della Repubblica Socialista Sovietica Uzbeka votò a favore della conservazione dell'Unione Sovietica come "una rinnovata federazione di repubbliche uguali e sovrane in cui saranno pienamente garantiti i diritti e la libertà dell'individuo di ogni nazionalità". In un secondo quesito, posto separatamente solo nella RSS Uzbeka, il 95% degli elettori votò a favore della proposta che il Paese avrebbe dovuto "rimanere parte di una rinnovata Unione (federazione) come repubblica sovrana con pari diritti".
Tuttavia, in seguito al tentato colpo di stato dell'agosto 1991, si decise di cercare l'indipendenza. L'indipendenza dell'Uzbekistan fu successivamente dichiarata il 31 agosto dal Consiglio Supremo della Repubblica dell'Uzbekistan che approvò la dichiarazione "Sulla proclamazione dell'indipendenza dello stato della Repubblica dell'Uzbekistan" e la legge "Sui fondamenti dell'indipendenza dello stato della Repubblica dell'Uzbekistan"..
A seguito dell'adozione dei Protocolli di Alma-Ata del 21 dicembre 1991 e della creazione della Comunità degli Stati Indipendenti, l'Unione Sovietica cessò di esistere il 26 dicembre 1991, tre giorni prima del referendum uzbeko.

## Risultati
| Scelta                                  | voti       | %    |
| --------------------------------------- | ---------- | ---- |
| Per                                     | 9.718.155  | 98,3 |
| Contro                                  | 172.294    | 1.7  |
| Voti non validi/vuoti                   | 8.258      | –    |
| Totale                                  | 9.898.707  | 100  |
| Elettori registrati/affluenza alle urne | 10.515.066 | 94.1 |
| Fonte: Nohlen et al.                    |            |      |